# Phasia hebes
Phasia hebes là một loài ruồi trong họ Tachinidae.